# Division 1 1932/33
Die Division 1 1932/33 war die erste Austragung der professionellen französischen Fußballliga, die damals offiziell unter dem Namen Championnat national firmierte. Erster Meister wurde Olympique Lille. Bis dahin war in Frankreich in den Medien meist der Gewinner des bereits seit 1917/18 ausgespielten Landespokalwettbewerbs als französischer Meister bezeichnet worden.
Erster Spieltag war der 11. September 1932, als letzter Gruppenspieltag war der 27. April 1933 vorgesehen. Allerdings fand ein Spiel der Gruppe B (FC Sochaux gegen SC Fives) erst am 7. Mai statt. Eine „Winterpause“ gab es zwischen dem 25. Dezember (11. Spieltag) und dem 15. Januar (12. Spieltag). Das Endspiel der beiden Gruppensieger wurde am 14. Mai 1933 ausgetragen.

## Modus
Teilnahmeberechtigt waren die 20 Vereine, die sich ein Profistatut gegeben hatten und vom Groupement des Clubs Professionnels (Vorsitzender: Emmanuel Gambardella) des französischen Fußballverbands FFFA zugelassen worden waren. Abgelehnt werden musste niemand; bis wenige Wochen vor dem Ligastart gab es sogar nur 19 Kandidaten – erst dann (und nach dem offiziellen Meldetermin) entschied Lilles Präsidium sich dafür, dem Lokalrivalen aus Fives das Terrain nicht alleine zu überlassen. Es handelte sich bei diesen Gründungsmitgliedern der Liga um …
- drei Klubs aus dem äußersten Norden (Excelsior AC Roubaix, Olympique Lille und der SC Fives),
- vier Klubs aus Paris (Racing Club, Club Français, Red Star Olympique sowie Cercle Athlétique),
- drei aus dem Nordosten (FC Metz, FC Mulhouse, FC Sochaux),
- einen aus dem Nordwesten (Stade Rennes UC),
- neun von der Mittelmeerküste (Alès Olympique, FC Sète, SC Nîmes, SO Montpellier, Olympique Marseille, FC Hyères, AS Cannes, Olympique Antibes und der OGC Nizza).

Diese wurden in zwei Gruppen eingeteilt, die nicht unter dem Primat räumlicher Nähe und kurzer Reisedistanzen zusammengestellt wurden; vielmehr sollten in beiden Spielstaffeln annähernd gleich viele, in etwa gleich starke Mannschaften vertreten sein. In einem Endspiel zwischen den beiden Gruppenersten sollte der Meister ermittelt werden, während die drei letzten jeder Gruppe in die zur Saison 1933/34 neu eingerichtete zweite Division absteigen mussten.

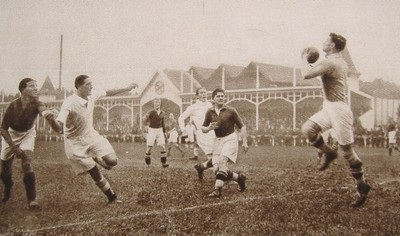
Partie des ersten Spieltags zwischen Lille und Marseille

Eine Beschränkung der Zahl spielberechtigter Ausländer existierte in dieser Saison noch nicht, und viele Vereine machten von dieser Möglichkeit Gebrauch. So hatte Lille drei Briten und einen Tschechoslowaken in seinen Reihen, Rennes ebenfalls einen Tschechoslowaken sowie einen Deutschen, Cannes zwei Ungarn, bei Antibes sprach die linke Angriffsseite Österreichisch, Sète und Montpellier hatten schon seit den 1920ern insbesondere Schweizer und Jugoslawen angezogen, während Red Star Olympique traditionell gerne Uruguayer verpflichtete. Insgesamt standen im Sommer 1932 113 Fußballimmigranten (entsprechend 29,2 % aller bezahlten Spieler) bei den Profiklubs unter Vertrag, darunter als größte Gruppen 42 Briten, je 20 Ungarn bzw. Tschechen und 16 Österreicher. Dabei waren die offiziellen Einkommenshöchstgrenzen nach heutigen Maßstäben nur mäßig attraktiv, entsprachen in Paris dem Doppelten und im Rest des Landes etwa dem Zweieinhalbfachen des Monatsverdienstes eines Facharbeiters.

## Gruppe A
Die Saison begann für den FC Sète vielversprechend, aber im weiteren Verlauf kam es zu einem Kopf-an-Kopf-Rennen ausschließlich zwischen Lille und Marseille. Darin sicherten sich die Nordfranzosen durch einen Zwischenspurt mit acht Siegen in Folge die bessere Position, und auch die beiden Niederlagen in den direkten Duellen verschoben die Gewichte nicht mehr nachhaltig, weil Lille selbst nach der 0:7-Demütigung in Marseille auf stabilem Kurs blieb und am Ende fünf Punkte Vorsprung aufwies.
| Pl. | Verein               | Sp. | S  | U | N  | Tore    | Quote | Punkte |
| --- | -------------------- | --- | -- | - | -- | ------- | ----- | ------ |
| 1.  | Olympique Lille      | 18  | 14 | 0 | 4  | 041:230 | 1,78  | 28:80  |
| 2.  | Olympique Marseille  | 18  | 10 | 3 | 5  | 040:240 | 1,67  | 23:13  |
| 3.  | Racing Paris         | 18  | 8  | 5 | 5  | 040:360 | 1,11  | 21:15  |
| 4.  | FC Sète              | 18  | 8  | 4 | 6  | 032:320 | 1,00  | 20:16  |
| 5.  | SC Nîmes             | 18  | 8  | 3 | 7  | 037:380 | 0,97  | 19:17  |
| 6.  | Excelsior AC Roubaix | 18  | 5  | 8 | 5  | 032:370 | 0,86  | 18:18  |
| 7.  | OGC Nizza            | 18  | 5  | 5 | 8  | 026:320 | 0,81  | 15:21  |
| 8.  | Club Français Paris  | 18  | 5  | 3 | 10 | 043:500 | 0,86  | 13:23  |
| 9.  | FC Hyères            | 18  | 4  | 4 | 10 | 022:290 | 0,76  | 12:24  |
| 10. | FC Mulhouse          | 18  | 4  | 3 | 11 | 036:480 | 0,75  | 11:25  |

| Gruppe A            | Olympique Lille | Olympique Marseille |     | FC Sète |     | Excelsior AC Roubaix | OGC Nizza | CFP | HYÈ | MUL |
| Olympique Lille     |                 | 1:2                 | 4:1 | 4:2     | 4:0 | 2:0                  | 3:0       | 3:1 | 2:1 | 2:0 |
| Olympique Marseille | 7:0             |                     | 1:0 | 3:1     | 2:0 | 2:2                  | 1:0       | 5:1 | 1:2 | 3:1 |
| Racing Paris        | 0:1             | 3:1                 |     | 5:3     | 3:1 | 2:2                  | 2:2       | 4:1 | 2:1 | 2:1 |
| FC Sète             | 1:0             | 1:1                 | 3:2 |         | 1:1 | 0:2                  | 1:2       | 3:2 | 1:0 | 1:1 |
| SC Nîmes            | 0:3             | 1:3                 | 5:1 | 1:3     |     | 2:0                  | 2:0       | 3:1 | 3:0 | 3:1 |
| EAC Roubaix         | 2:1             | 2:1                 | 1:1 | 0:3     | 4:4 |                      | 2:2       | 4:1 | 2:1 | 2:2 |
| OGC Nizza           | 2:3             | 1:0                 | 0:0 | 2:2     | 2:3 | 2:2                  |           | 2:0 | 2:1 | 5:2 |
| CF Paris            | 3:5             | 6:2                 | 5:5 | 2:3     | 5:2 | 2:2                  | 2:0       |     | 2:2 | 5:0 |
| FC Hyères           | 0:1             | 1:1                 | 1:2 | 1:2     | 2:2 | 3:1                  | 1:0       | 3:1 |     | 1:1 |
| FC Mulhouse         | 1:2             | 1:4                 | 3:5 | 3:1     | 3:4 | 6:2                  | 5:2       | 2:3 | 3:1 |     |

## Gruppe B
Von Saisonbeginn an gelang es keiner Mannschaft, sich einen entscheidenden Vorsprung zu verschaffen. Im weiteren Verlauf entwickelte sich ein Dreikampf zwischen den Nachbarn aus Antibes und Cannes, die im „besonders hitzigen“ direkten Aufeinandertreffen jeweils ihr Heimspiel gewannen, sowie dem „heimlichen Favoriten“ FC Sochaux. Vor dem letzten Spieltag besaßen theoretisch noch alle drei Konkurrenten die Chance auf den Gruppensieg, wobei die beiden Letztgenannten gegeneinander zu spielen hatten, während Erstere eine als leichter eingeschätzte Aufgabe erfüllen mussten. Offenbar wollte allerdings Antibes’ Trainer auf Nummer sicher gehen: Er soll vor der Partie gegen den SC Fives versucht haben, mit Funktionären der Liller Vorstädter ein „Arrangement zu finden, dass deren Spieler den Antibois den Sieg überlassen“. Tatsächlich verlor Cannes dann in Sochaux, während Antibes sich mit 5:0 durchsetzte. Die FFFA reagierte prompt, erließ gegen mehrere Präsidiumsmitglieder und den Trainer des Vereins Funktionsverbote und schloss die Mannschaft vom Endspiel aus; dies bestritt stattdessen die AS Cannes.
| Pl. | Verein             | Sp. | S  | U | N  | Tore    | Quote | Punkte |
| --- | ------------------ | --- | -- | - | -- | ------- | ----- | ------ |
| 1.  | Olympique Antibes  | 18  | 10 | 4 | 4  | 039:210 | 1,86  | 24:12  |
| 2.  | AS Cannes          | 18  | 8  | 6 | 4  | 037:240 | 1,54  | 22:14  |
| 3.  | FC Sochaux         | 18  | 9  | 4 | 5  | 040:310 | 1,29  | 22:14  |
| 4.  | SO Montpellier     | 18  | 9  | 3 | 6  | 037:360 | 1,03  | 21:15  |
| 5.  | CA Paris           | 18  | 8  | 4 | 6  | 038:370 | 1,03  | 20:16  |
| 6.  | Stade Rennes UC    | 18  | 7  | 4 | 7  | 041:360 | 1,14  | 18:18  |
| 7.  | SC Fives           | 18  | 6  | 5 | 7  | 042:480 | 0,88  | 17:19  |
| 8.  | Red Star Olympique | 18  | 4  | 6 | 8  | 038:290 | 1,31  | 14:22  |
| 9.  | FC Metz            | 18  | 5  | 3 | 10 | 025:510 | 0,49  | 13:23  |
| 10. | Olympique Alès     | 18  | 2  | 5 | 11 | 025:490 | 0,51  | 09:27  |

| Gruppe B           | Olympique Antibes | AS Cannes | FC Sochaux | SO Montpellier | CAP | Stade Rennes UC | SC Fives | Red Star Olympique | FC Metz | ALÈ |
| Olympique Antibes  |                   | 1:0       | 4:1        | 0:2            | 3:0 | 3:1             | 5:0      | 2:0                | 1:1     | 0:0 |
| AS Cannes          | 3:0               |           | 1:1        | 3:0            | 2:2 | 3:0             | 5:5      | 2:1                | 0:1     | 2:0 |
| FC Sochaux         | 1:3               | 2:1       |            | 2:3            | 1:3 | 2:1             | 6:4      | 1:1                | 5:0     | 5:2 |
| SO Montpellier     | 2:1               | 1:2       | 2:0        |                | 3:4 | 1:0             | 4:2      | 1:1                | 7:3     | 2:0 |
| CA Paris           | 2:3               | 1:1       | 3:5        | 2:2            |     | 3:1             | 1:2      | 2:2                | 2:1     | 2:1 |
| Stade Rennes UC    | 0:0               | 5:4       | 1:1        | 6:1            | 3:1 |                 | 0:1      | 3:1                | 4:0     | 4:0 |
| SC Fives           | 0:5               | 1:1       | 2:2        | 2:3            | 0:2 | 4:4             |          | 3:2                | 8:1     | 3:0 |
| Red Star Olympique | 2:3               | 1:1       | 0:1        | 4:0            | 3:4 | 6:2             | 0:1      |                    | 2:2     | 5:0 |
| FC Metz            | 3:2               | 0:2       | 0:3        | 2:1            | 2:3 | 1:2             | 0:0      | 1:7                |         | 4:0 |
| Olympique Alès     | 3:3               | 2:4       | 0:1        | 2:2            | 2:1 | 4:4             | 7:4      | 0:0                | 2:3     |     |

## Endspiel der Gruppensieger

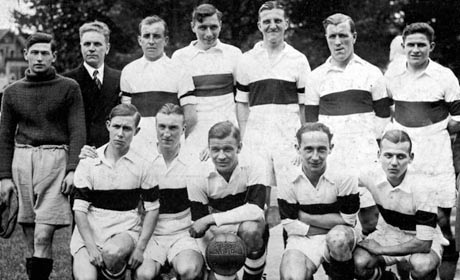
Meistermannschaft aus Lille

| Olympique Lille – AS Cannes 4:3 (2:0) | | |
| Austragungsort                        | Colombes, Stade Olympique Yves-du-Manoir, 14. Mai 1933, Zuschauer: 12.000 | Colombes, Stade Olympique Yves-du-Manoir, 14. Mai 1933, Zuschauer: 12.000 |
| Olympique Lille                       | Robert Défossé – Jules Vandooren, Jean Théry – Georges Meuris, Jock MacGowan, Georges Beaucourt – Urbain Decottignies, Zoltán Varga, Bert Lutterloch, William Barrett, Georges Winckelmans Trainer: Robert De Veen | Robert Défossé – Jules Vandooren, Jean Théry – Georges Meuris, Jock MacGowan, Georges Beaucourt – Urbain Decottignies, Zoltán Varga, Bert Lutterloch, William Barrett, Georges Winckelmans Trainer: Robert De Veen |
| AS Cannes                             | Francis Roux – Maurice Tourniaire, János Nagy – Joseph Béraudo, János Kvasz Koves, Louis Cler – André Calecca, Pierre Fecchino, Charles Bardot, Stan Hillier, Jean Cornelli Trainer: William Aitken                | Francis Roux – Maurice Tourniaire, János Nagy – Joseph Béraudo, János Kvasz Koves, Louis Cler – André Calecca, Pierre Fecchino, Charles Bardot, Stan Hillier, Jean Cornelli Trainer: William Aitken                |
| Tore                                  | 1:0 Barrett (25.) 2:0 Varga (30.) 3:1 Winckelmans (75.) 4:3 Winckelmans (86.) | 2:1 Fecchino (59.) 3:2 Calecca (78.) 3:3 Tourniaire (82.) |

### Die Spieler des Meisters
Während der Saison ebenfalls zum Einsatz kamen: Amard, Delannoy, De Loose, Lubrez, Maier, Vandevelde, Wattrelos
Lilles 41 Treffer in den Gruppenspielen erzielten: Barrett (9), Winckelmans (7), Delannoy, Varga, Lutterlock (je 5), Decottignies (4), Amard (3), MacGowan (2), De Loose (1)

## Erfolgreichste Torschützen
Im Endspiel erzielte Treffer zählten hierfür offiziell nicht; sonst hätte auch Fecchino es auf 15 Treffer gebracht.
| Pl. | Spieler          | Verein              | Tore |
| --- | ---------------- | ------------------- | ---- |
| 01. | Walter Kaiser    | Stade Rennes UC     | 15   |
| 01. | Robert Mercier   | CF Paris            | 15   |
| 03. | Joseph Alcazar   | Olympique Marseille | 14   |
| 03. | Pierre Fecchino  | AS Cannes           | 14   |
| 05. | Renato Finamore  | Red Star Olympique  | 13   |
| 05. | Karl Klima 2     | Olympique Antibes   | 13   |
| 07. | Pierre Bertrand  | Red Star Olympique  | 12   |
| 07. | Robert Saint-Pé  | SC Fives            | 12   |
| 07. | István Zavadsky  | SO Montpellier      | 12   |
| 10. | André Cheuva     | SC Fives            | 11   |
| 10. | Julien Dominique | Stade Rennes UC     | 11   |
| 10. | Ernest Libérati  | SC Fives            | 11   |